# Catedral (Heres)
Catedral est l'une des neuf paroisses civiles de la municipalité de Heres dans l'État de Bolívar au Venezuela. Sa capitale est Ciudad Bolívar, capitale de l'État, dont elle constitue l'une des paroisses civiles urbaines, et notamment les quartiers centraux, le long du fleuve Orénoque. Elle tire son nom de la cathédrale de Ciudad Bolívar, catedral de Ciudad Bolívar en espagnol.

## Géographie

### Démographie
Constituant de facto l'une des paroisses civiles urbaines de la ville de Ciudad Bolívar, l'entité administrative ne comporte aucun autre écart que celle-ci et est divisée en plusieurs quartiers, dont le centre historique, le Casco Histórico :
- Barrio San Rafael
- Casco Histórico (le « centre historique »)
- La Alameda

## Environnement
Située sur la rive sud du fleuve Orénoque, la paroisse civile urbaine abrite deux lacs importante, la Laguna del Medio et la Laguna de Los Francos, le jardin botanique (Jardín Botánico) et le parc El Zanjó.

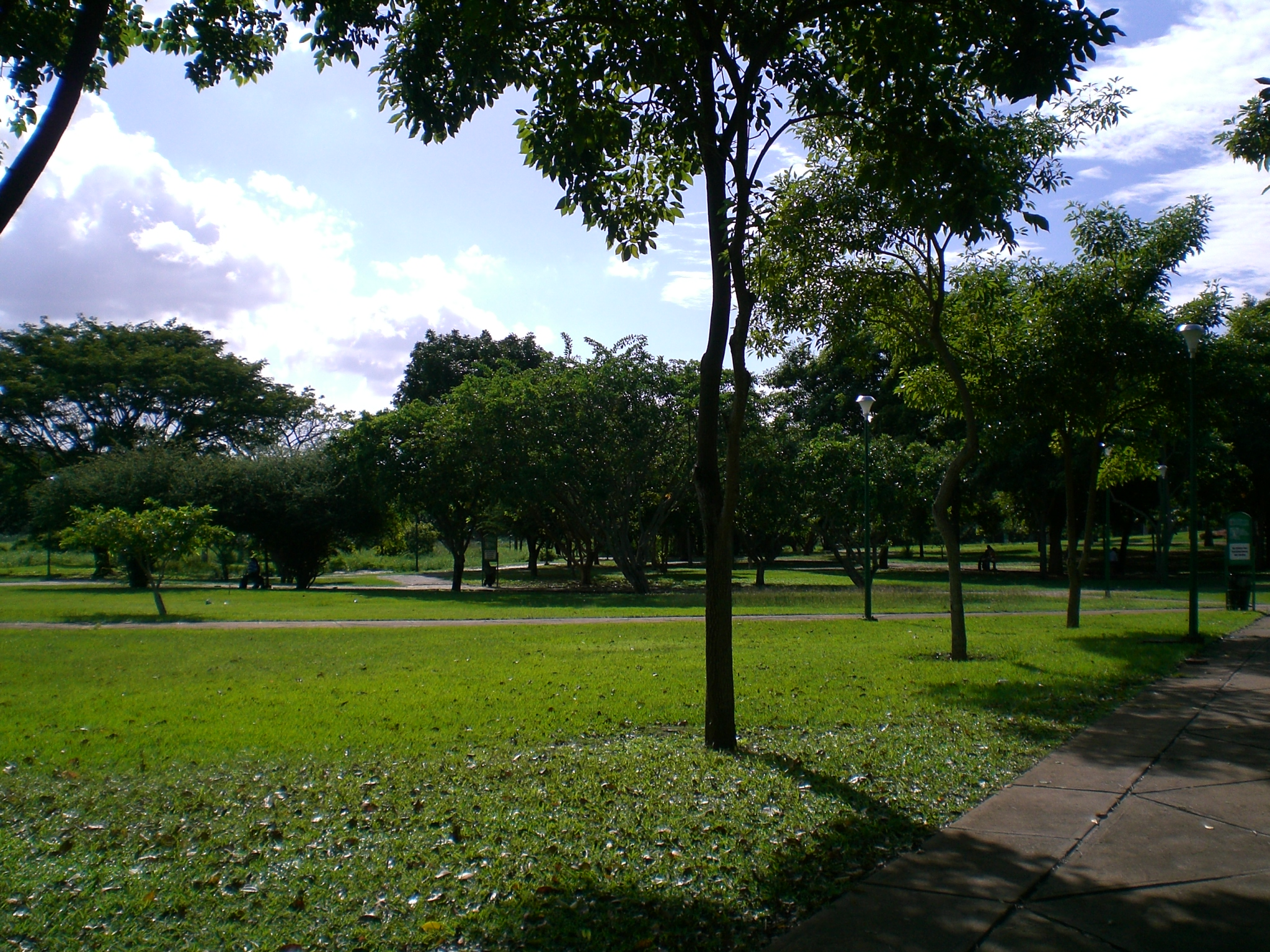
Le jardin botanique.

## Patrimoine
Abritant le centre historique de la capitale de l'État de Bolívar, l'entité administrative abrite d'importants bâtiments dont la cathédrale de Ciudad Bolívar d'où elle tire son nom, ainsi que la Gobernación del Estado lBolívar (siège du gouvernorat de l'État de Bolívar), le siège de la municipalité de Heres, la Casa del Congreso de Angostura, l'Institut culturel de l'Orénoque (Institute Cultural del Orinoco), la Casa San Isidro, le palais de justice, le Musée d'art moderne Jesús-Soto et de nombreuses églises, dont La Milagrosa et Cœur de Jésus.

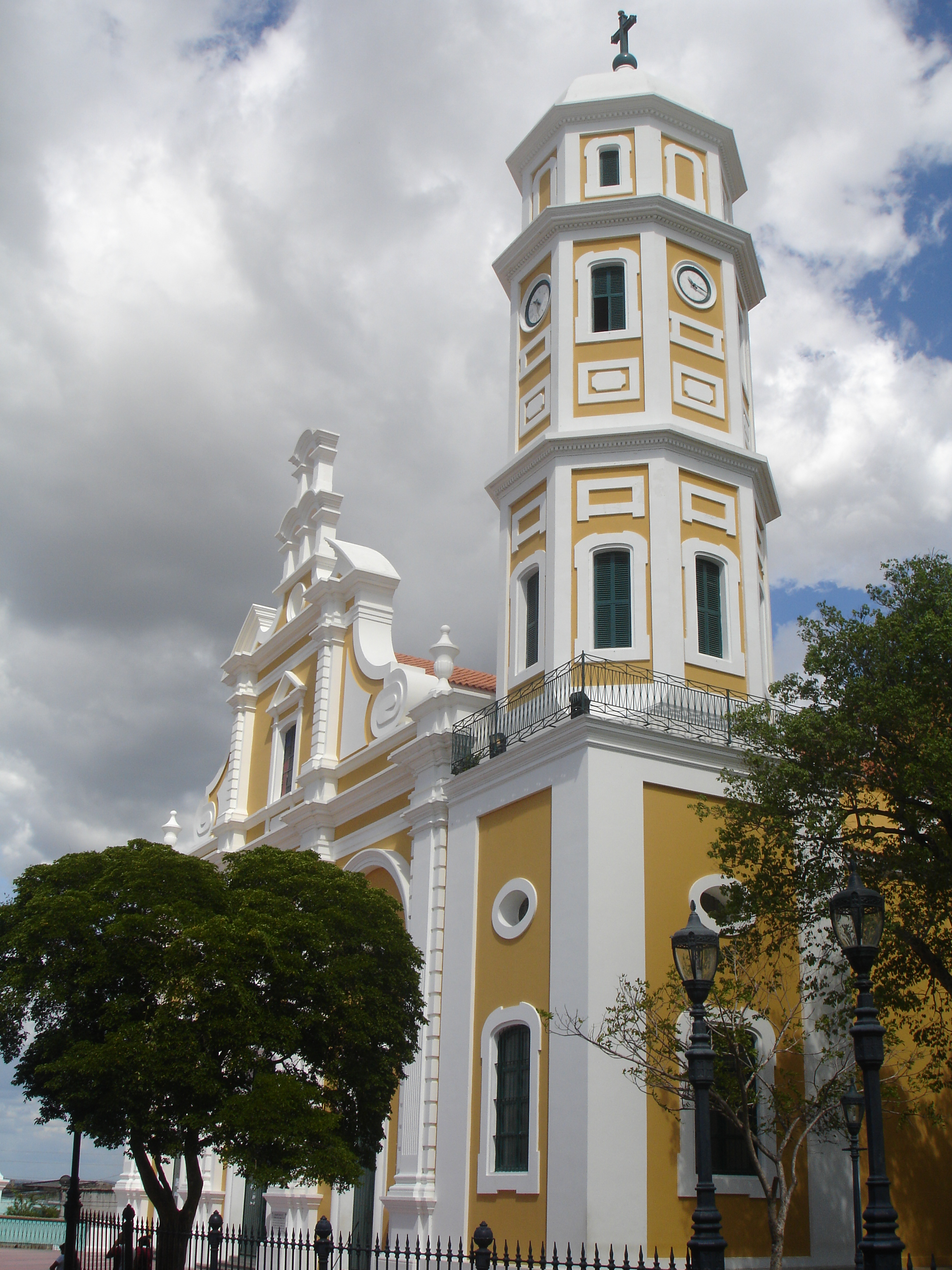
La cathédrale de Ciudad Bolívar.
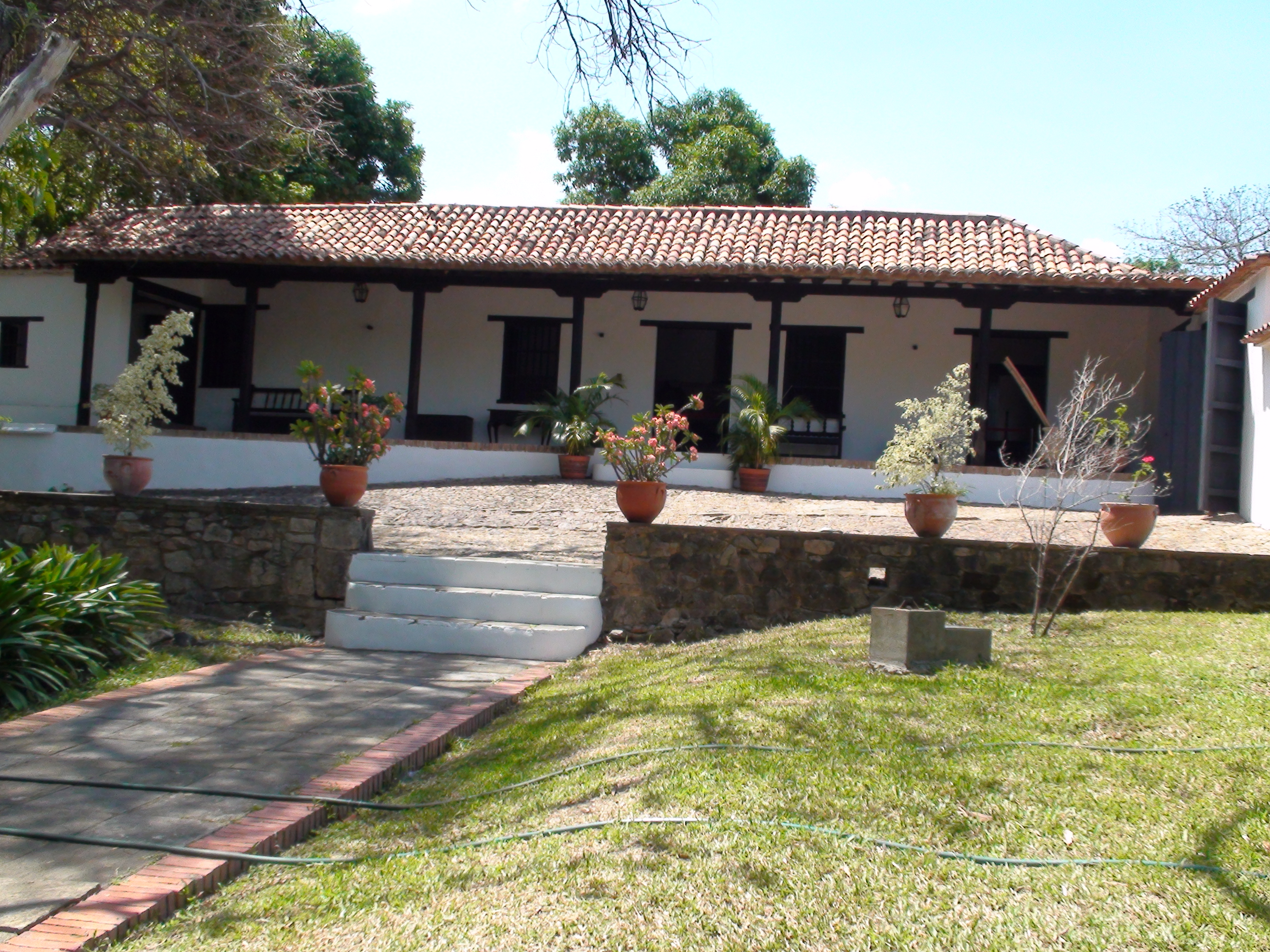
La Casa San Isidro.
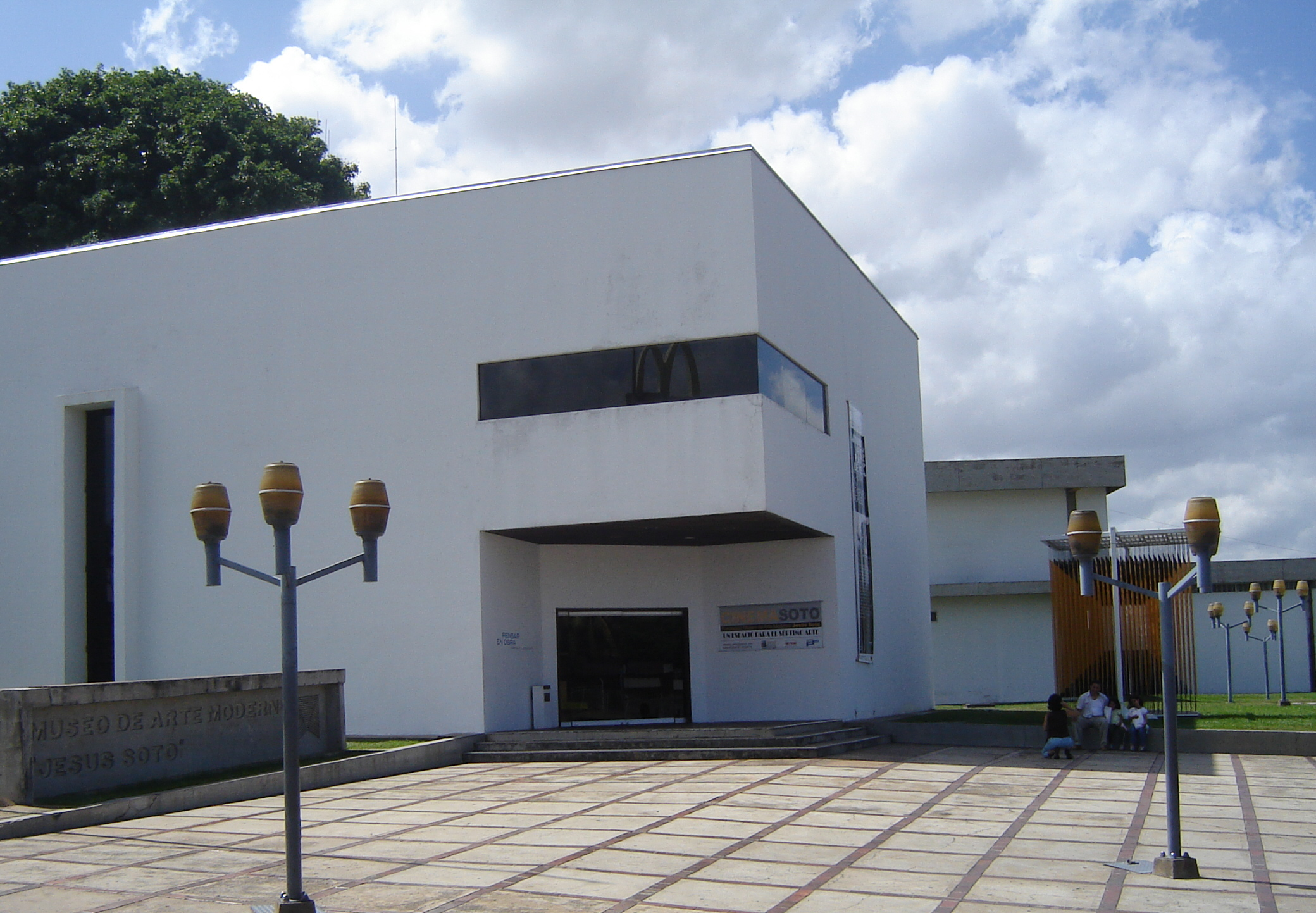
Le Musée d'art moderne Jesús-Soto.